# Sarsina dirphioides
Sarsina dirphioides är en fjärilsart som beskrevs av Walker 1865. Sarsina dirphioides ingår i släktet Sarsina och familjen tofsspinnare. Inga underarter finns listade.